# Fårevejle
Fårevejle – niewielka miejscowość położona w północno-zachodniej części Zelandii w gminie Odsherred, pomiędzy fiordem Lammefjord i zatoką Sejerø Bugt.
Miejscowość dzieli się na dwie części: wschodnią - Fårevejle Stationsby (Fårevejle Stacja) i zachodnią - Fårevejle Kirkeby (Fårevejle Kościół). W tej pierwszej znajduje się stacja kolejowa przy trasie kolejowej z Holbæk do Nykøbing Sjælland. W tej drugiej, zabytkowy kościół. 

## Atrakcje turystyczne
- Kościół w Fårevejle jest znany przede wszystkiem z tego, że jest miejscem pochówku Jamesa Hepburna hr. Bothwell, trzeciego męża królowej Szkocji Marii Stuart. Świątynia powstała w średniowieczu i posiada romańską nawę, zmienioną podczas przebudowy w XV w., późnogotyckie wieżę, kruchtę i zakrystię. W kościele znajdują się średniowieczne freski z ok. 1300 r. i bogato zdobiony ołtarz z 1641 r., a także inne sprzęty przeważnie z XVI i XVII w. W 1939 r. odremontowano kryptę kościelną, w której złożonych było kilka trumien, m.in. jedna najprawdopodobniej zawierająca zmumifikowane zwłoki Jamesa Hepburna hr. Bothwell, pojmanego w Norwegii i uwięzionego na zamku Dragsholm. James Hepburn zmarł w 1578 r. na zamku Dragsholm po 5 latach od uwięzienia.[2] W 1976 r. jego zwłoki złożono w trumnie i ustawiono na środku odrestaurowanej krypty, która stała się jego mauzoleum.[3]
- Muzeum w Fårevejle (Fårevejle Museum) - dokumentuje lokalną historię (m.in. historię zamku Dragsholm) oraz życie Jamesa Hepburna, pochowanego w lokalnym kościele.